# Olokminskij
Olokminskij (ros. Олёкминский) – wieś (sieło) w Rosji, w Jakucja, w ułusie olokmińskim. W 2010 liczyła 1027 mieszkańców, wśród których 501 zadeklarowało narodowość rosyjską, 3 czeczeńską, 4 tadżycką, 8 tatarską, 3 azerską, 470 jakucką, 4 uzbecką, 5 buriacką, 4 ewenkijską, a 5 eweńską.